# Polo Democrático Alternativo
El Polo Democrático Alternativo (PDA) es un partido político colombiano de izquierda, creado tras la fusión del Polo Democrático Independiente (PDI) con el movimiento Alternativa Democrática. 
El Polo Democrático Alternativo está conformado por varios movimientos políticos. El 13 de junio de 2025 inició el proceso de fusión con los partidos Colombia Humana, Partido Comunista Colombiano y Unión Patriótica para crear una nueva colectividad denominada Pacto Histórico, reemplazando a la coalición homónima.

## Ideología
El objetivo principal del partido es la transformación de las estructuras económicas y sociales del país por medio de la profundización y ampliación de la democracia. Además, aboga por la soberanía nacional y la unidad latinoamericana, la generación de riqueza con inclusión social, el Estado Social de Derecho como régimen político, la defensa de los recursos naturales frente a la explotación, defensa de la Constitución de 1991, la reivindicación de los derechos de los menos favorecidos y la defensa de la libertad sindical. Se opone al neoliberalismo, al racismo, la xenofobia, la marginación, la explotación, entre otros

## Historia

### Antecedentes
El partido tiene origen en la alianza sellada en 2005 entre dos coaliciones de izquierda, Polo Democrático Independiente y Alternativa Democrática. Antes de esta alianza había surgido una coalición conocida con el nombre de "Polo Democrático", que reunía a diversos grupos de izquierda independientes (no adscritos a los partidos tradicionales), como la ANAPO encabezada por Samuel Moreno, Vía Alterna del entonces senador Antonio Navarro Wolf y el entonces Representante Gustavo Petro, el Movimiento "Frente de Esperanza" de Jesús Bernal Amorocho, el Partido Comunista Colombiano, sobrevivientes de la Unión Patriótica, entre otros. Tras las elecciones parlamentarias de 2002, estas organizaciones realizaron acuerdos para la elección de un único aspirante presidencial en las elecciones del mismo año, apoyando a Luis Eduardo Garzón, quien logró ocupar el tercer lugar con 680.245 votos. Se la considera la primera gran votación de la izquierda colombiana.
Para las Elecciones regionales de 2003, la coalición Polo Democrático buscó una personería jurídica que se llamaría Polo Democrático Independiente (PDI) y consiguió su segunda victoria electoral después de impulsar de nuevo la candidatura de Garzón quien esta vez logró ganar la alcaldía de Bogotá para el periodo 2004 - 2007. El PDI obtiene entonces el que se considera segundo cargo público más importante del país después de la presidencia dentro de la política colombiana.
Por su parte, Alternativa Democrática era una coalición política de izquierda liderada por el exmagistrado Carlos Gaviria Díaz, quien había estado también en la coalición Polo Democrático pero no logró llegar a un acuerdo para conformar el PDI. Alternativa Democrática había nacido paralelamente al PDI y agrupaba a varios movimientos de izquierda tradicional como El Frente Social y Político (FSP), el Movimiento Obrero Independiente y Revolucionario (MOIR), Unidad Democrática, Movimiento Ciudadano, Autoridades Indígenas de Colombia y Opción Siete.

### Consolidación

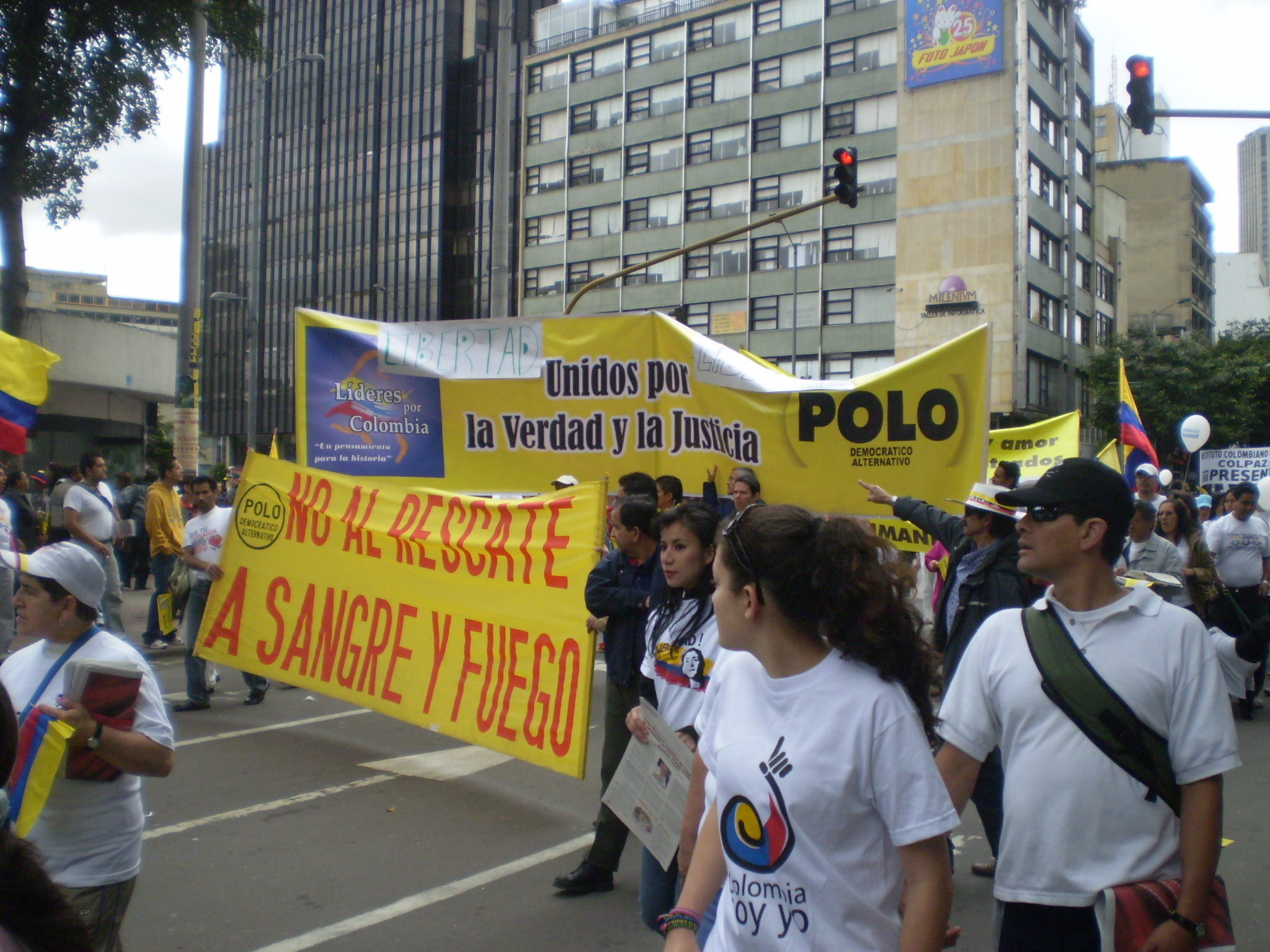
Manifestación de partidarios del Polo Democrático el 20 de julio de 2008 en Bogotá.

La coyuntura del país para el año de 2005 polarizó la opinión pública, y por ende los partidos políticos, entre los que aprobaban el gobierno de Álvaro Uribe Vélez y los que representaban la oposición. El PDI lideraba el grupo de opositores al gobierno, al igual que otros movimientos como el Alternativa Democrática y el Partido Liberal, por ser más cercanos ideológicamente con el primero, y con el fin de consolidar la izquierda colombiana, el PDI conformó una coalición con Alternativa Democrática conformando el Polo Democrático Alternativo.
Para la consulta popular del 12 de marzo de 2006 para definir un candidato único a la presidencia, se presentaron Carlos Gaviria Díaz y Antonio Navarro Wolf, resultando el primero ganador convirtiéndose en el candidato oficial del partido para las elecciones de 2006, victoria que sorprendió a los medios y a varios sectores de la opinión pública quienes pensaban que la trayectoria política de Navarro le daría una victoria relativamente fácil.
El 28 de mayo de 2006 se realizaron las elecciones presidenciales en Colombia, en las que resultó reelegido el presidente-candidato Álvaro Uribe Vélez por un margen muy amplio, después de una difícil campaña donde el presidente Uribe se negó a asistir a debates con sus oponentes y se generó un duro intercambio verbal entre los contendientes a través de los medios de comunicación. A pesar de la derrota, Carlos Gaviria obtuvo el segundo lugar superando al candidato liberal Horacio Serpa, así el Polo Democrático Alternativo obtuvo la máxima votación en la historia de la izquierda colombiana con 2.609.412 (22 por ciento del total).

#### Congreso de unidad
El Polo Democrático Alternativo pasó un proceso de institucionalización y por esta razón la colectividad decidió realizar un Congreso de Unidad con participación de delegados de todo el país elegidos de manera democrática a través del voto directo de los afiliados. En el Congreso se discutieron temas como el Ideario de Unidad, el programa de gobierno y oposición, el carácter, organización y estatutos del partido, la coyuntura Política, el Plan de acción y movilización social, la Campaña electoral 2007 y las Elecciones de autoridades del PDA. Como presidente de la colectividad en junio de 2006 fue designado Carlos Gaviria Díaz.

#### Oposición
A partir del 2006, luego de que el PDA lograra en las elecciones legislativas 10 curules en el senado y 8 en cámara y tras la aprobación y puesta en marcha de la Ley de Bancadas, el partido jugó un papel muy activo dentro del parlamento, constituyéndose, junto al Partido Liberal Colombiano en partido de oposición al gobierno de Álvaro Uribe Vélez, sin embargo dicha oposición fue minoritaria frente a la coalición uribista en el Congreso de la República. Bajo este principio el partido estudió y rechazó varios de los principales proyectos del gobierno, como la Reforma a la Ley de Transferencias (finalmente aprobada aunque fue rechazada por multitudinarias manifestaciones de amplios sectores de la comunidad estudiantil), la aprobación del Tratado de Libre Comercio entre Colombia y Estados Unidos y la Ley Forestal, entre otras, de igual forma sus voceros en el Senado citaron a importantes debates de control político, en especial en el escándalo conocido como parapolítica. La bancada impulsó proyectos como el del reconocimiento de los derechos patrimoniales a las parejas del mismo sexo que finalmente fue hundido en la fase final de conciliación por las mayorías del gobierno, sectores conservadores y cristianos.

### Crisis
Durante el 2007 existieron algunas diferencias entre los miembros del partido que fueron catalogadas por la prensa como "crisis interna del partido"; estas diferencias surgieron a raíz de que el senador Gustavo Petro, entonces miembro del partido, cuestionó la poca firmeza con la que el PDA se refería a la guerrilla de las FARC a raíz del comunicado que el partido emitió en el caso de la muerte de los diputados del Valle del Cauca que habían sido secuestrados por esta guerrilla; esto generó una serie de declaraciones y hechos que causaron roces entre Petro, quien venía de la coalición Polo Democrático Independiente, y Carlos Gaviria Díaz quien fuera el presidente del partido y a quien se considera más cercano a la izquierda tradicional que venía de la coalición Alternativa Democrática. Dichas diferencias quedaron temporalmente resueltas en una reunión extraordinaria de la que se emitió un comunicado en el que partido condenó las acciones de la guerrilla y ratificó el apoyo a Gaviria y a Petro.

### Elecciones de 2007

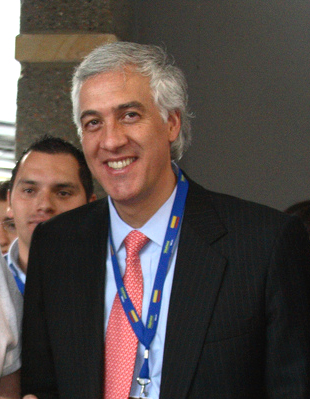
Samuel Moreno fue elegido Alcalde de Bogotá con la tercera votación más alta de la historia electoral de la ciudad.

A través de una consulta interna llevada a cabo el día 8 de julio, Samuel Moreno Rojas, nieto del General Gustavo Rojas Pinilla y militante del partido ANAPO fundado por su abuelo, se levantó con la victoria de forma contundente, triplicando a su más cercana competidora María Emma Mejía, convirtiéndose de esta manera en el candidato por el Polo Democrático a la Alcaldía de Bogotá.
Esta candidatura llevó a Samuel Moreno a liderar los sondeos de opinión que lo daban como seguro ganador durante las últimas semana en las elecciones del 28 de octubre de 2007. Moreno resultó ganador para ser el alcalde de Bogotá del 2008 al 2012 con más de 900.000 votos, a pesar de la campaña de desprestigio que, según el partido y algunos sectores de opinión, emprendieron en su contra varios medios de comunicación y periodistas así como el propio Presidente de la República Álvaro Uribe Vélez.
Samuel Moreno, tomó posesión del cargo el 1 de enero de 2008. Logró, al inicio de su mandato, un gran consenso en el Concejo, con los miembros del Polo, del Partido Liberal y del Partido de la U apoyándolo. Pero el tiempo terminó dándole a la razón a las campañas de desprestigio en su contra porque su administración estuvo manchada por varios escándalos, en especial el que los medios bautizaron como el "Carrusel de la contratación", escándalo que giró en torno a las demoras en las obras de la Calle 26 a cargo del Grupo Nule, conformado por los hermanos Miguel, Manuel y Guido Nule, el "Cartel de la contratación" en el que algunos funcionarios del Distrito habrían pedido prebendas para adjudicar contratos irregularmente,
En 2011 fue suspendido de su cargo por la Procuraduría General de la Nación Alejandro Ordóñez y en septiembre del mismo año fue detenido preventivamente por orden de un Tribunal de Bogotá después de que la Fiscalía imputara los delitos de concusión, peculado e interés indebido en contratación.
En contra del exalcalde del Polo Democrático Samuel Moreno Rojas pesan tres condenas, 
La primera es de marzo de 2016, se le juzgó por haber entregado más de 6 mil millones de pesos en comisiones en la adjudicación de un contrato de ambulancias en el 2009.
La segunda condena a 39 años y 9 meses y una sanción de 50 mil salarios mínimos legales vigentes, fue por incurrir en los delitos de concusión, cohecho propio, interés indebido en la celebración de contratos y peculado por apropiación. El caso corresponde a su participación en los contratos de reparación de la malla vial, la valorización y un tramo de la tercera fase de TransMilenio, mientras era alcalde.
La tercera condena a 30 años de prisión y al pago de una multa por 26.780 millones de pesos, por los delitos de concierto para delinquir agravado y peculado por apropiación agravado, realizada por el juez 34 de conocimiento de Bogotá.
En estas elecciones el partido además de lograr la alcaldía alcanzó 11 curules en el Concejo de Bogotá, siendo el partido que obtuvo mayor votación y participación para dicha corporación, también ganó en 16 de las 20 localidades de Bogotá y aumentó de 33 a 61 ediles su representación en las Juntas Administradoras Locales (JAL) logrando así una amplia participación en la política de la ciudad. En estas elecciones el Polo también alcanzó la gobernación del departamento de Nariño con Antonio Navarro Wolff. En el resto del país, aunque aumentó su participación en Asambleas Departamentales, no logró un respaldo muy amplio.

### Polémica por espionaje del DAS
El 21 de octubre de 2008, el senador Gustavo Petro reveló en la plenaria del Senado documentos que confirmaban una orden de seguimiento a él y a miembros del partido por parte del Departamento Administrativo de Seguridad (DAS), organismo de inteligencia del Estado, por dicho escándalo la directora María del Pilar Hurtado se vio obligada a renunciar al asumir la responsabilidad política. Hurtado dijo no haberse dado la orden de seguimiento.

### Disidencia interna
La historia del Polo estuvo atravesada por la injerencia de la prensa en sus asuntos internos y por la ventilación pública de las diferencias por parte de los sectores que no están de acuerdo con la política mayoritaria. De esta forma para algunos medios de comunicación tradicionales se formaron dos tendencias: la moderada (cuyos principales dirigentes eran Lucho Garzón y Gustavo Petro) y la radical (a la que pertenecían Carlos Gaviria, Jorge Robledo o Gloria Ramírez), las cuales discreparon al respecto de la actitud a tener frente al gobierno de Uribe y algunas de sus políticas, así como la modificación de algunos de los acuerdos fundacionales del Polo respecto asuntos como la oposición a los TLC.
Después del segundo congreso del partido llevado a cabo en febrero de 2009, el entonces senador Gustavo Petro, el exalcalde de Bogotá Lucho Garzón y la excanciller María Emma Mejía formalizaron una disidencia al interior del partido de la cual ya se venía hablando en los medios de comunicación debido a diferencias ideológicas y políticas con otros sectores del Polo. En mayo de 2009 Garzón renunció al partido mientras Petro decidió presentar su nombre para enfrentar en consulta interna a Carlos Gaviria para definir el candidato a las elecciones presidenciales de 2010.

### Elecciones de 2010
Durante las elecciones primarias del 27 de septiembre el candidato Carlos Gaviria fue sorpresivamente derrotado por Gustavo Petro quien se convirtió en candidato único por el PDA a la Presidencia con miras a las elecciones presidenciales de 2010. El partido se vio convulsionado ante este hecho puesto que Petro buscaba alianzas electorales con otras fuerzas políticas para enfrentar la posible tercera candidatura de Álvaro Uribe mientras que Gaviria, a quien apoyaban las mayorías del partido, buscaba llegar a las elecciones sin alianzas con otros sectores.
Tras el repunte del candidato Antanas Mockus como alternativa al oficialismo, el partido dejando a un lado sus diferencias internas se unió alrededor de Petro quien nombró a Clara López como fórmula vicepresidencial y quien más tarde sería nombrada presidenta del partido. El día 30 de mayo Petro obtuvo un resultado superior al que auguraban las encuestas ubicándose como el cuarto candidato con mayór votación detrás de Germán Vargas Lleras y por delante de Noemi Sanin.

### Crisis poselectoral

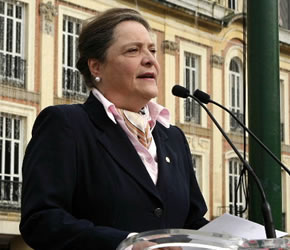
Clara López Obregón, presidenta del partido y alcaldesa designada de Bogotá en 2011, alcanzó una popularidad del 78% para este último cargo, la más alta desde que se tienen registros de opinión. En 2014 sería candidata presidencial.

El 24 de junio de 2010, cuatro días después de las elecciones en que Juan Manuel Santos resultara elegido presidente de Colombia, el excandidato presidencial por el PDA Gustavo Petro se reunió, sin conocimiento ni aprobación de su partido, con el presidente electo para iniciar diálogos sobre la tierra, las víctimas y el agua. Ante el rechazo de las directivas del partido frente a estas decisiones inconsultas e individuales, Petro se valió de los votos obtenidos en las pasadas elecciones para afirmar que sus actos estaban respaldados por más de un millón 300 mil colombianos.
El 2 de agosto de 2010 en reunión del Comité Ejecutivo Nacional de la colectividad Petro, acompañado de algunos simpatizantes, reclamó su derecho a asumir la presidencia del partido valiéndose, nuevamente, de los 1,3 millones de votos obtenidos en las elecciones presidenciales; sin embargo por decisión de la mayor parte de la mesa directiva Clara López fue ratificada en el cargo, Petro tan sólo logró el respaldo de 7 miembros del Comité, mientras López alcanzó algo más de 25. Tras la decisión del Comité Ejecutivo Nacional, Petro amenazó, como lo había hecho ya en bastantes oportunidades, con abandonar la colectividad.
Sin embargo tales amenazas no se hicieron reales hasta el 2 de diciembre de 2010 día en que Petro se reunió con sus simpatizantes, quienes se agruparían bajo el nombre de Corriente Democrática; las diferencias entre Petro y las directivas del partido llegaron a puntos irreconciliables por la decisión de la colectividad de no sancionar a Samuel Moreno, alcalde de Bogotá, frente a las denuncias presentadas por la comisión de seguimiento de la contratación, creada e integrada entre otros por el mismo Petro, desconociendo el Ideario de Unidad y los estatutos del partido; tales diferencias zanjaron finalmente en la salida de Petro del PDA y la creación del Movimiento Progresistas con el que alcanzaría en las elecciones de 2011 la Alcaldía de Bogotá.
Durante el proceso de separación de Petro y sus tendencias políticas afines se da también la expulsión del Polo Democrático del Alcalde de Bogotá de la época, Samuel Moreno por el papel de su administración en el Carrusel de Contratación en Bogotá, de quien se concluye que no gobernó con las ideas del Ideario de Unidad, razón por la cual el Polo hace autocrítica.

En el 2012, el Polo expulsa al Partido Comunista Colombiano ya que sus militantes se vincularon al Movimiento Social y Político Marcha Patriótica, por lo que se argumentó que incurrieron en doble militancia, tras la expulsión del PCC y la realización del III Congreso nacional del PDA varios sectores políticos se retiraron del partido, entre los cuales se encuentran Presentes por el Socialismo, MODEP, Fuerza Común y demás partidos y organizaciones que en un momento constituyeron lo que fue el Frente Social y Político, el cual es gran aliado de los comunistas del PCC.

### III Congreso Nacional del PDA y actualidad del Polo
Según los Estatutos del Polo Democrático Alternativo, el Congreso del PDA es el máximo escenario de decisión y se debe convocar periódicamente. Para afrontar la nueva etapa sin el PCC (quien decidió hacer parte de la Marcha Patriótica) y sin los Progresistas, así como para dar direccionamientos para las elecciones del 2014, se convoca el Tercer Congreso Nacional. Este Congreso venía precedido con especulaciones acerca del posible llamamiento a una consulta interna entre Clara López Obregón y Jorge Robledo. De igual manera, durante la campaña electoral se presentaría el inconformismo de algunas tendencias con la expulsión del PCC, por lo que importantes figuras públicas del Partido como Iván Cepeda declinarían su candidatura a ser delegados al III Congreso.
Luego de una corta y discreta campaña por parte de las más de 20 listas postuladas se realizaría el III congreso en Bogotá con 750 delegados de todo el país, elegidos con más de 150,000 votos adquiridos en más de 1000 municipios del país, resultado que para algunos demostró la decadencia del Polo mientras que otras organizaciones califican el resultado de esperanzador por la extensión territorial adquirida por el Partido.
Entre los mayores logros políticos del congreso están la unidad de las fuerzas de izquierda en torno a la oposición al gobierno de Juan Manuel Santos, el apoyo al proceso de paz sostenido entre el gobierno y las FARC EP (sin que ello implique apoyo a la reelección de Santos o apoyo a la lucha armada) y la búsqueda de una gran confluencia política y social por la paz, la soberanía y la democracia en torno a la candidatura presidencial de Clara López Obregón. Igualmente, en el Congreso se hicieron modificaciones al Ideario de Unidad clarificando puntos como el de Paz, Justicia y Seguridad ratificando el deslinde de la lucha armada y se definen nuevas secretarías y vicepresidencias para afinar organizativamente al Polo y buscando su mayor vinculación con sectores sociales.
El año 2013 se daría un ascenso en la lucha agraria que arrastraría amplios apoyos de sectores urbanos de la población. Pasarán a la historia como puntos de quiebre de la movilización en Colombia el Paro Cafetero de Febrero, el Paro Nacional Minero y el Paro Nacional Agrario de agosto de ese año. Entre las reivindicaciones de los productores nacionales estaban la reducción de costos para la producción y la renegociación de los Tratados de Libre Comercio en favor de la producción nacional, peticiones que recibieron el apoyo del Partido.
Para deslegitimar tales movimientos desde el presidente hasta el consejo de ministros buscaron demostrar que la violencia presentada en algunas manifestaciones tuvo que ver con orientaciones de Jorge Enrique Robledo, lo cual nunca se pudo demostrar.
Actualmente, el Polo Democrático está en campaña electoral con una lista al Senado compuesta por varios representantes de tendencias políticas y organizaciones sociales (algunas de las cuales surgen en la lucha agraria del 2013), composición que le ha válido el título de ser una lista "más de indignados que de políticos tradicionales".

## Resultados electorales

### Elecciones presidenciales
| Año  | Candidatos          | Candidatos           | 1.ª vuelta | 1.ª vuelta | 2.ª vuelta | 2.ª vuelta | Resultado  | Notas                                                    |
| Año  | Presidente          | Vicepresidente       | Votos      | %          | Votos      | %          | Resultado  | Notas                                                    |
| ---- | ------------------- | -------------------- | ---------- | ---------- | ---------- | ---------- | ---------- | -------------------------------------------------------- |
| 2006 | Carlos Gaviria Díaz | Patricia Lara Salive | 2,613,157  | 22.02      |            |            | 2.º Lugar  |                                                          |
| 2010 | Gustavo Petro       | Clara López          | 1,331,267  | 9.13       |            |            | 4.º lugar  |                                                          |
| 2014 | Clara López         | Aída Avella          | 1,958,414  | 15.23      |            |            | 4.º lugar  | En coalición con la UP                                   |
| 2018 | Sergio Fajardo      | Claudia López        | 4,589,696  | 23.73      |            |            | 3.er Lugar | En coalición con la Alianza Verde y Compromiso Ciudadano |
| 2022 | Gustavo Petro       | Francia Márquez      | 8 527 768  | 40.32 %    | 11 291 986 | 50.44 %    | Electo     | En Coalición Pacto Histórico                             |

### Elecciones parlamentarias
|  | 9.71 % |

|  | 8.17 % |

|  | 7.82 % |

|  | 5.86 % |

|  | 3.78 % |

|  | 3.8 % |

|  | 4.80 % |

|  | 3,00 % |